# 인도 부통령
인도 부통령(힌디어: भारत के उपराष्ट्रपति 바라트 케 우파라슈트라파티, 영어: Vice President of Republic of India)은 인도의 국가원수, 즉 인도 대통령의 대리이다. 부통령직은 대통령에 이어 헌법상 두 번째로 높은 공직으로 대통령직 승계 서열 2위, 대통령직 승계 서열 1위다. 부통령은 또한 라지야 사바의 당연직 의장이다.
인도 헌법 66조는 부통령의 선출 방식을 명시하고 있다. 부통령은 주 의회 의원이 아닌 양원 의원들로 구성된 선거인단의 구성원들에 의해 간접적으로 선출되며, 인도 선거 위원회는 비밀 투표를 통해 투표를 실시한다. 부통령은 또한 판자브 대학교와 델리 대학교의 총장을 맡고 있다.
현 부통령은 인도 인민당의 자그딥 단카르이다. 2022년 인도 부통령 선거에서 마거릿 알바 후보를 누르고 부통령이 되었다.

## 용어
부통령은 5년간 재임한다. 부통령은 몇 번이라도 재선될 수 있다. 그러나 사망, 사임 또는 해임으로 인해 사무실이 조기에 종료될 수 있습니다. 헌법은 재선과 별도로 특별한 공석이 발생할 경우 부통령직 승계 메커니즘을 제시하지 않고 있다. 다만 라지야 사바의 부의장은 그러한 행사에서 라지야 사바의 의장으로서 부통령의 직무를 수행할 수 있다.
다만, 대통령이 임기 중 사망하고 부통령이 대통령직을 승계할 경우 부통령은 최대 6개월 동안 대통령직을 계속 수행할 수 있으며, 그 기간 내에 새 대통령이 선출된다.

## 같이 보기
- 인도 총리